# La spia (film 2019)
La spia (Spionen) è un film del 2019 diretto da Jens Jønsson.
La pellicola è basata su eventi reali occorsi durante la seconda guerra mondiale descritti nel libro biografico su Sonja Wigert intitolato Sonja Wigert: Et dobbeltliv di Iselin Theien.

## Trama
Stoccolma in piena seconda guerra mondiale. Sonja Wigert è un'attrice e cantante norvegese di successo, durante la promozione del suo nuovo film attira l'attenzione del commissario del terzo reich Josef Terboven che la fa invitare dal suo regista, Leif Sinding, nella sua tenuta ad Oslo.
Akrell, che è a comando di un gruppo di spie svedesi, è preoccupato che i nazisti possano invadere anche la Svezia, così fa spiare Sonja per capire se può fidarsi di lei. Una delle sue spie, la signorina C, lo ha informato che una spia sul suolo svedese, Maria, ha contatti diretti con Berlino; purtroppo prima che potesse dare ulteriori dettagli viene ritrovata assassinata. Dopo che Sonja conclude uno spettacolo teatrale incontra Thorsten Akrell nel suo camerino che le chiede di andare alla cena alla quale è stata invitata e lavorare con lui per i servizi segreti svedesi, lei rifiuta e partecipa ad un altro evento dove conosce August Finke, capo della gestapo, e il barone von Gossler; Terboven non tollera il fatto che Sonja non si sia presentata e fa arrestare e incarcerare Sigvald Hansen, suo padre.
Appresa la notizia, Sonja decide di accettare la proposta di Akrell che le chiede di scoprire l'identità di Maria; diventa così una spia con nome in codice "Bill". Viene mandata nella Norvegia occupata per cercare di avvicinarsi agli alti ufficiali tedeschi. In breve tempo riesce ad avvicinare Terboven che subisce il suo fascino e inizia a corteggiarla. La fiducia acquisita le permette di fornire agli svedesi informazioni su Terboven, il capo della gestapo in Svezia e il barone von Gossler. Qualche giorno più tardi Terboven la informa che sta per liberare il padre e la recluta come spia per la Germania.
Tornata a casa Sonja scopre che Andor condivide informazioni con qualcuno di nascosto e che alcune foto in suo possesso sono state scattate da Patrik; decide quindi di prendere le foto che Patrik doveva consegnare nel pomeriggio e le consegna ad Akrell pensando che Maria ritirerà il pacco, purtroppo però era stata vista e nessuno si è presentato all’appuntamento, preoccupata per Patrik va a casa sua trovandolo assassinato. Sonja, credendo che Andor sia Maria, e Akrell tentano di prendere Andor attirandolo in una trappola, lui però riesce a fuggire e ora Sonja è preoccupata che i tedeschi conoscono con chi sta veramente lavorando; poco più tardi il barone von Gossler le rivela l'identità di Maria, si tratta di August Finke, che le chiede di comunicargli la posizione di Andor perché sospettano sia lui la talpa. Sonja li porta nel capanno sulla costa e, una volta dentro, si rende conto che è una trappola di Andor che quando la vede decide di non dar fuoco al capanno e di nascondersi, lei allontana Finke e il barone permettendogli di fuggire.
Le informazioni di Sonja hanno permesso ad Akrell di arrestare il barone e Finker, in cambio ha portato di nascosto la sua famiglia al sicuro oltre confine.

## Distribuzione

### Data di uscita
Il film è stato mostrato in anteprima in diversi festival internazioni, in Polonia è stato proiettato in anteprima al festival Camerimage nella sezione "baltic cinema".
Le date di uscita internazionali nel corso del 2019 sono state:
- 18 ottobre in Norvegia

Le date di uscita internazionali nel corso del 2020 sono state:
- 7 gennaio negli Stati Uniti d'America (The Spy)
- 25 gennaio in Svezia (Spionen)
- 26 giugno in Estonia (Spioon)
- 29 giugno in Regno Unito (The Spy)
- 30 giugno in Australia (The Spy)
- 11 settembre in Giappone (ソ二ア ナチスの女スパイ?)
- 17 settembre in Brasile (A Espiã)
- 15 ottobre in Francia (The Spy)
- 9 novembre nei Paesi Bassi
- 13 novembre in Polonia (Agentka)

Le date di uscita internazionali nel corso del 2021 sono state:
- 19 luglio in Spagna (La espía)

Le date di uscita internazionali nel corso del 2022 sono state:
- 1º aprile in Danimarca (Spionen)
- 7 ottobre in Italia

### Edizione italiana
La direzione del doppiaggio è di Teo Bellia e i dialoghi italiani sono curati da Sandrine Du Jardin per conto della Magmalab Studio che si è occupata anche della sonorizzazione.

## Riconoscimenti
- 2020 – Premio Amanda[5]
  - Miglior costumi a Ulrika Sjölin[6]
  - Miglior trucco e acconciatura a Siw Jærbyn[6]
  - Candidato a miglior attore non protagonista ad Alexander Scheer
- 2020 – IMAGO International Award for Best Cinematography[7]
  - Candidato a miglior fotografia per un lungometraggio ad Anton Mertens
- 2020 – Kanonprisen
  - Candidato a miglior fotografia ad Anton Mertens